# Têtes vides cherchent coffres pleins
Cet article possède un paronyme, voir The Brink.
Pour plus de détails, voir Fiche technique et Distribution.
Têtes vides cherchent coffres pleins (The Brink's Job) est un film américain réalisé par William Friedkin, sorti en 1978.

## Synopsis
Au début des années 1950, Tony Pino est un escroc qui vit de petites arnaques dans les rues de Boston. Un jour, il observe que le système de sécurité de la société de transports Brink's s'avère inefficace. Tony fait donc appel à quelques camarades malfrats et décide de monter le casse du siècle…

## Fiche technique
- Titre original : The Brink's Job
- Réalisation : William Friedkin
- Scénario : Walon Green
- Histoire : Noel Behn, d'après son livre Big Stick Up At Brink's
- Producteur : Ralph B. Serpe[1]
- Producteur exécutif : Dino De Laurentiis
- Production : Dino De Laurentiis Company
- Distribution : Universal Pictures
- Directeur de production : Jonathan Sanger (en)
- Direction artistique : Angelo P. Graham[2]
- Musique : Richard Rodney Bennett
- Photographie : Norman Leigh
- Montage : Robert K. Lambert & Bud S. Smith (en)[3]
- Décors : Dean Tavoularis
- Costumes : Ruth Morley
- Maquillage : Robert Norin[4]
- Pays de production :  États-Unis
- Langue : anglais, italien
- Format : Couleur (Technicolor)
- Ratio : 1.85 : 1
- Son : Stéréo
- Genre : Comédie dramatique et historique
- Durée : 104 minutes
- Dates de sortie :
  - États-Unis : 8 décembre 1978
  - France : 16 janvier 1980

## Distribution
- Peter Falk (VF : Serge Sauvion) : Tony Pino
- Peter Boyle (VF : Jacques Dynam) : Joe McGinnis
- Allen Garfield (VF : Philippe Dumat) : Vinnie Costa
- Warren Oates (VF : Georges Aminel) : Specs O'Keefe
- Gena Rowlands (VF : Claire Guibert) : Mary Pino
- Paul Sorvino (VF : Roland Ménard) : Jazz Maffie
- Sheldon Leonard : J. Edgar Hoover
- Gerard Murphy (en) (VF : Dominique Collignon-Maurin) : Sandy Richardson
- Kevin O'Connor : Stanley Gusciora
- Earl Hindman : agent du FBI
- Claudia Peluso : Gladys

## Autour du film
L'histoire s'appuie sur des évènements réels (Great Brink's Robbery (en)) dont les protagonistes ont servi de conseillers techniques lors du tournage.